# Интрацеребральный миаз
Интрацеребральный миаз (Intracerebral myiasis) — редкий миаз, вызванный паразитированием личинок двукрылых в головном мозге.
Возбудителем интрацеребрального миаза могут быть личинки Hypoderma bovis (см. Гиподерматоз). Могут возникнуть судороги, конвульсии, внутримозговая гематома.
Может возникнуть лихорадка (38 °C), периодически мигрирующий отёк верхней части тела и лимфаденит. Наблюдается интоксикация (головокружение, тошнота, рвота, потеря памяти), кратковременная боль и опухоль на спине (между левой лопаточной и позвоночника), и субфебрильная температура. Может присоединиться зуд, появляются фурункулы. Эозинофилия и повышенное IgE. Компьютерная томография мозга показала признаки внутричерепной гипертензии.
Реже, внутримозговой миаз может вызвать личинка Dermatobia hominis (см. Дерматобиаз).
В результате черепно-мозговой травмы, личинки мух могут вызвать травматический мозговой миаз. Например, описан случай массивной инвазии личинками Lucilia sericata (Phaenicia sericata) у больного с травмой. Личинки удалялись с помощью отсоса.

## Лечение
Лечение: хирургическое удаление личинок.
Прогноз — серьёзная опасность летального исхода.